# Иоанн Златоуст второй (линейный корабль)
«Иоанн Златоуст второй» или «Святой Иоанн Златоуст второй» (до 9 (20) сентября 1751 года — «Святой Иоанн Златоуст») — парусный линейный корабль Балтийского флота Российской империи, один из кораблей типа «Слава России». Находился в составе флота с 1749 по 1759 год, принимал участие в Семилетней войне, во время которой был признан негодным для дальнейшего несения службы и разобран. До войны неоднократно участвовал в практических плаваниях флота и торжественных мероприятиях.

## Описание судна
Представитель серии парусных двухдечных линейных кораблей типа «Слава России». Эта серия кораблей была самой многочисленной и одной из самых удачных серий линейных кораблей Российского императорского флота. Корабли серии строились с 1733 по 1774 год на верфях Санкт-Петербурга и Архангельска и принимали участие во всех плаваниях и боевых действиях российского флота в период с 1734 по 1790 год. Всего в рамках серии было построено 58 линейных кораблей. Все корабли этой серии обладали высокими мореходными качествами, хорошей маневренностью и остойчивостью.
Водоизмещение корабля составляло 1200 тонн, длина по сведениям из различных источников от 46,5 до 47,4 метра, ширина от 12,3 до 12,65 метра, а осадка от 5,4 до 5,48 метра. Вооружение судна составляли 66 орудий, включавшие двадцатичетырёх-, двенадцати- и шестифунтовые пушки, а экипаж состоял из 600 человек. Скорость судна при свежем ветре могла достигать восьми узлов.
Первоначально был спущен под именем «Святой Иоанн Златоуст», однако после спуска на воду 9 (20) сентября 1751 года одноимённого 80-пушечного корабля был переименован в «Святой Иоанн Златоуст второй».

## История службы
Линейный корабль «Святой Иоанн Златоуст» был заложен на верфях Санкт-Петербургского адмиралтейства 1 (12) октября 1747 года и после спуска на воду 18 (29) мая 1749 года вошёл в состав Балтийского флота России. Строительство вёл действительный корабельный мастер полковничьего ранга И. С. Рамбург.
В августе 1749 года в составе отряда выходил на испытания к Красной Горке. С 1750 по 1756 год в составе эскадр кораблей Балтийского флота принимал участие в практических плаваниях в Финском и Ботническом заливах до Аландских островов и в Балтийском море до острова Готланда. Помимо этого 30 июля (10 августа) 1752 года принимал участие в торжественных мероприятиях по случаю открытия канала имени Петра Великого, находился в составе эскадры, салютовавшей во время торжеств.
Принимал участие  в Семилетней войне. В кампанию 1757 года был включен в состав эскадры под командованием адмирала З. Д. Мишукова, которая 31 мая (11 июня) вышла из Кронштадта для блокады побережья Пруссии. 1 (12) июля отделился от эскадры и с отрядом ушёл в крейсерское плавание к Пиллау, целью которого было наблюдение за судами неприятельского флота, а к 22 июля (2 августа) пришёл на Данцигский рейд, где находились остальные корабли флота. 8 (19) августа в составе эскадры ушёл в плавание к берегам Швеции, а 17 (28) сентября того же года вернулся в Кронштадт.
В 1758 году корабль «Иоанн Златоуст второй» был признан негодным к плаванию, а экипаж по большей части расписан по другим кораблям флота. В следующем 1759 году там же был разобран.

## Командиры корабля
Командирами линейного корабля «Святой Иоанн Златоуст», а затем «Иоанн Златоуст второй» в разное время служили:
- капитан полковничьего ранга Ф. Игнатьев (1749 год)[11];
- капитан полковничьего ранга Д. Я. Лаптев (1750—1752 годы)[12];
- капитан 1-го ранга Д. Герценберг (1753—1754 годы)[13];
- капитан 3-го ранга С. В. Рукин (1755—1756 годы)[14];
- капитан 1-го ранга А. М. Давыдов (1757 год)[15].

### Комментарии
1. ↑  Также в серию входили два корабля «Северный Орёл» 1735 и 1763 годов постройки, два корабля «Ревель» 1735 и 1756 годов постройки, два корабля «Ингерманланд» 1735 и 1752 годов постройки, два корабля «Святой Пётр» 1741 (до 6 (17) декабря 1741 года назвался «Иоанн») и 1760 годов постройки, два корабля «Полтава» 1743 и 1754 годов постройки, два корабля «Святой Александр Невский» 1749 и 1762 годов постройки, два корабля «Москва» 1750 и 1760 годов постройки, корабли «Слава России» (головной корабль серии), «Основание Благополучия», «Леферм», «Благополучие» (до 6 (17) декабря 1741 года назвался «Правительница Российская»), «Счастие», «Екатерина», «Фридемакер», «Лесное», «Архангел Рафаил», «Святая великомученица Варвара», «Святой Сергий», «Архангел Гавриил», «Архангел Уриил», «Наталия», «Астрахань», «Рафаил», «Святой Иаков», «Не тронь меня», «Евстафий Плакида», «Святой Иануарий», «Саратов», «Тверь», «Трёх Иерархов», «Трёх святителей», «Европа», «Всеволод», «Ростислав», «Святой Георгий Победоносец», «Граф Орлов», «Память Евстафия», «Победа», «Виктор», «Вячеслав», «Дмитрий Донской», «Мироносиц», «Святой князь Владимир», «Александр Невский», «Борис и Глеб», «Преслава», «Дерись», «Ингерманландия», «Спиридон» и один корабль без названия 1758 года постройки.
2. ↑  155 футов 6 дюймов.
3. ↑  41 фут 6 дюймов.
4. ↑  18 футов.